# Paulo Ramos, Maranhão
Paulo Ramos este un oraș în unitatea federativă Maranhão (MA), Brazilia.